# نريمان أور
نريمان أور (بالتركية: Neriman Uğur)‏ (1958 -)؛ ممثلة مسرحية، سينمائية وتلفزيونية، وممثلة صوت تركية.

## عنها
تخرجت نريمان أور من قسم التمثيل بفرع الفن الأساسي بكلية الفنون الجميلة بجامعة 9 سبتمبر في عام 1983. وفي العام نفسه إجتازت نريمان أور الإمتحان التي إستهلته في قسم التمثيل بمسرح الدولة. وبدأت العمل كفنانة بمسرح أحمد وفيق باشا للدولة ببورصة. ولا تزال تعمل نريمان أور حالياً في هذه المؤسسة.
وذهبت نريمان أور إلى كلية الفنون الجميلة بنيويورك بجامعة هارتفورد في عام 1997 وذلك بناءً على دعوى من الأستاذ. مالكولم مورسون. وإنضمت نريمان أور إلى تدريبات فرانستيسيك فيريس على التمثيل بورشة التمثيل بكلية المسرح.
وخلال أعوام 1999 – 2002 أشٌتهرت نريمان أور من خلال أدائها لشخصية «كلثوم» حيث أنها قد مثلتها في مسلسل يٌدعى «قصة الأفعى» حيث أنها قد شاركت بطولته مع ملتم جومبول (زينو) ومحمد علي ألابورا.

## فيلموغرافي

### السينما والتلفزيون
ملاحظة: هناك تحت أسفل العنوان مسلسلات الفنانة وأفلامها السينمائية وأفلامها التلفزيونية
- شارع السلام (مسلسل)،2013 ، زينب
- الأسماك الناظرة من الماء – 2012 – سيفال
- خلف القضبان -2008
- كانان (مسلسل) – 2011 – رينكناز
- مغني الزفاف – 2008
- الربيع المتأخر – 2008 – سينور
- أجنبي في الداخل – 2008
- الممرضي ميري – 2008
- المصير – 2007 – نسرين
- حالة الختان – 2007
- المحاضرة الأخيرة: الحب والجامعة [2]– [3]2007
- الأغاني هي صمت – 2006
- القسمة – 2004
- جزيرة الملائكة – 2004 – جولسرين
- الحصول على الحب – 2003 – سيبل
- المرآه المكسورة – 2003 – إفسون خاتون
- حمي زيبك – 2002 – يارن
- قصة الأفعى – 2000 – جولسوم
- التربة المبللة – 1997
- الشخص الفظ – 1995

### المسرح
- حبني مرة أخرى: ألفونسو باسو – مسرح علي بويراز أوغلو – 2012
- جميع أبنائي: آرثر ميلر – مسرح الدولة ببورصة – 2011
- الخداع: هارولد بينتر – مسرح نيلوفر الفني – 2007
- منزل برناردا ألبا: فيديريكو جارسيا لوركا – مسرح نيلوفر الفني – 2003
- الأوركسترا: آرثر ميلر – مسرح الدولة ببورصة – 2002
- ظريفة السيئة الطبع: خلدون تانر – مسرح الدولة ببورصة – 2002
- مسرحيات نسائية: داريو فو – مسرح الدولة ببورصة – 2001
- الصياد: حسن أوزتورك - مسرح الدولة ببورصة – 1999
- مسرحية شاهيناز: تورجوت أوزاكمان - مسرح الدولة ببورصة – 1998
- هاملت أفندي: موجدت جيزين - مسرح الدولة ببورصة – 1998
- Vuslat: عصمت هورموزلو – مسرح الدولة ببورصة – 1996
- وداعاً يا سراييفو: إيف كوليت - مسرح الدولة ببورصة – 1995
- الساحر كازان: آرثر ميلر - مسرح الدولة ببورصة – 1994
- التاريخ العثماني الرسمي: تورجوت أوزاكمان - مسرح الدولة ببورصة – 1994
- عسل النحل: متين بالاي - مسرح الدولة ببورصة – 1994
- قصر فهيم باشا: تورجوت أوزاكمان - مسرح الدولة ببورصة – 1992
- نوم الطفل: كينان إيشيك - مسرح الدولة ببورصة – 1991
- دائرة الطباشير القوقازية: برتولت بريخت – مسرح الدولة ببورصة – 1991
- عربة الرغبة: تينيسي وليامز - مسرح الدولة ببورصة – 1990
- ملهى الملهى: إيردينتش دينتشر - مسرح الدولة ببورصة – 1990
- عزيزتي المرأة: تونجر جوجن أوغلو - مسرح الدولة ببورصة – 1989
- ليونز ولينا: مسرح الدولة ببورصة – 1988
- يبدو كصوت العندليب: لورانس دو غارد بينك \ جان هاي - مسرح الدولة ببورصة – 1986
- الدب: أنطون تشيخوف - مسرح الدولة ببورصة – 1986
- يلدريم بيازيد: هداية ساين: مسرح الدولة ببورصة – 1986
- الزوجة المحتالة للزوج البكم – خلدون تانر - مسرح الدولة ببورصة – 1985
- Yedekçi: مصاحبزادا جلال – مسرح الدولة ببورصة – 1985
- التكلفة: آرثر ميلر – مسرح الدولة ببورصة – 1984
- روح العصر: رشاد نوري جونكتين – مسرح الدولة ببورصة – 1984

## الجوائز
- جائزة أفضل ممثلة مسرحية بجوائز نيلوفر ليونز
- جائزة أفضل ممثلة مسرحية بجوائز عثمان غازي روتاري

## وصلات خارجية
- نريمان أور على موقع IMDb (الإنجليزية)
- نريمان أور على موقع قاعدة بيانات الفيلم (الإنجليزية)